# Jlime
Jornada Linux Mobility Edition (förkortat JLime) är en Linuxdistribution inriktad på Hewlett-Packards Jornada-plattform (Jornada är en serie av handdatorer) JLime skapades mot slutet av år 2003 av Kristoffer Ericson och Henk Brunstin och utvecklas med OpenEmbedded-systemet (det vill säga det stödjer så kallade inbyggda enheter).

## Bakgrund och namn
Arbetet med JLime påbörjades mot slutet av år 2003, för att tillgodose behovet av en fungerande Linux-distribution på Hewlett-Packard 6xx Jornada-plattform. Idén bakom JLime är att kunna sprida processorkapaciteten dels för ökad snabbhet, dels för att få mångfunktionalitet till Jornadan. Jornadan saknade stöd i den så kallade 2.6‑kärnan (dels på grund av bristen på utvecklare, dels på grund av bristen på lämpliga testmaskiner) och första året låg inriktningen därför på att skapa detta stöd. Version 2.6.9 var den första kärna som kunde startas.
I februari 2006 byggdes JLime-hemsidan om av dess forummedlem "chazco".

## JLime-installeraren
JLime-utvecklarna "Chazco" och "B_Lizzard" skapade ett installationsverktyg baserat på så kallat 'initrd' (initial ramdisk), det vill säga temporär start‑ramdisk, som kan installera JLime på Jornadan utan att en linuxmaskin behöver köras. De flesta handdatorer använder flashminne, dock inte Jornadan. Istället installeras JLime på ett partitionerat CompactFlash-kort. Installeraren använder ett textbaserat dialoggränssnitt.

## Pakethantering
JLime använder en minimalistisk variant av APT (Advanced Packaging Tool) som heter ipkg (Itsy Package Management System) för att hantera paket (jämför 'package management system'). Denna kan installera, radera och uppdatera genom befintliga lokala paket eller via en internetanslutning. Paket laddas ner från så kallade matarupplag. Nödvändiga tilläggskomponenter hanteras automatiskt.

## OPIE
JLime är en fullt fungerande Linuxdistribution som för tillfället har OPIE (Open Palmtop Integrated Environment) som grafiskt användargränssnitt. JLime inkluderar följande OPIE komponenter:
- Checkbook
- Datebook
- Opie Checkbook
- Opie-Eye
- OpieWrite
- XPDF
- Textredigerare
- Media Player 2
- Bluetooth
- Wellenreiter
- FTP
- IRC
- Opie Mail
- VNC Viewer
- City Time Configuration Editor  (stadstidskonfigurerare)
- Opie Time-zone / world clock settings (tidszons- och världstid)
- Document Tab Launcher
- Kalkylator
- Klocka
- Konsol
- Filhanterare
- Avancerad filhanterare
- SSH-protokoll
- Systeminfo
- Femtonspelet
- Spelet Mind Breaker
- Spelet Tetrix
- Spelet Tic-Tac-Toe
- Hackarverktyget KonquerorEmbedded

## Releases

### Shrek
Stödda plattformar Hewlett-Packard Jornada 620/660/680/690
- Kom sommaren 2004, är numera föråldrad

### Donkey
Stödda plattformar Hewlett-Packard Jornada 620/660/680/690
- 0.5.0, 6 augusti 2006
- 1.0.0, 31 oktober 2006 – den officiella lanseringen
- 1.0.1, 6  november 2006 – bugfixad version

### Mongo
Stödda plattformar Hewlett-Packard Jornada 720/728
Ännu ej utkommen.

## Recensioner
- http://www.hpcfactor.com/reviews/software/jlime/donkey-1-0-2/ (22 januari 2007)